# Деряеллары
Открытое акционерное общество «Деряеллары» (туркм. «Derýaýollary» açyk görnüşli paýdarlar jemgyýeti) — государственный оператор водных путей и речных портов в Туркменистане. Принадлежит принадлежит агентству «Туркмендениздерьяёллары». Расположен в Туркменабате.

## История
Официальным началом организованного судоходства по Амударье считается 1873 год. К 1917 году на Амударье было 20 и 50 самоходных судов и около 1500 лодок. В 1923 году было создано Среднеазиатское Туркменабатское пароходство. Пароходство обслуживало Туркменистан, Узбекистан, Таджикистан и 10 областей Казахстана, осуществляло перевозки по воде грузов на 1,5 тысячи километров. 15 августа 1992 года было создано Туркменское речное пароходство. В 2003 году оно было переименовано в Государственное предприятие «Туркмендениздерьяёллары».
В марте 2021 года Производственное объединение «Деряёллары» Агентства «Туркмендениздерьяёллары» преобразовано в открытое акционерное общество. Соответствующее Постановление подписал Президент Гурбангулы Бердымухамедов. Агентство «Туркмендениздерьяёллары» и Туркменбашинский международный морской порт становятся учредителями ОАО «Деряёллары» с долями в уставном капитале 10% и 50% соответственно.

## Обзор
Основными задачами оператора являются: перевозка и перевозка грузов речным транспортом по Амударье, перевозка людей, погрузка и разгрузка грузов в речных портах, установка речного транспорта, его ремонт и ремонт, выполнение строительных работ, монтажные работы, получение строительных материалов, приготовление газа для приготовления пищи, варка кирпича для выпечки и др.
Деряёллары на территории Туркменистана обслуживает судоходную часть Амударьи протяжённостью 813 километров и Каракумский канал протяжённостью 200 километров. Объединяя в себе универсальные и специализированные суда, способные перевозить различные грузы и пассажиров.
Предприятие имеет в своём распоряжении около 40 единиц техники и оказывает транспортные услуги.
Деряёллары занимается перевозкой народнохозяйственных грузов по направлениям Туркменабат—Керки, Захмет—Зейт и обратно, буксировкой земснарядов.

## Туризм
Для туристов с мая 2021 года работает прогулочный катер «Ватан». Он осуществляет экскурсии по Амударье.